# 苏本结
苏本结（？—？），清朝人，是一名清朝政治人物。
苏本结曾于雍正九年接替张嗣昌任兴化府知府一职，雍正十年由李锡爵接任。